# استفانو سولیما
استفانو سولیما (ایتالیایی: Stefano Sollima؛ زادهٔ ۴ مهٔ ۱۹۶۶) کارگردان فیلم اهل ایتالیا است. او به‌خاطر کارگردانی سریال‌های درام جنایی از جمله گومورا شناخته شده‌است.

## فیلم سیکاریو روز سرباز
این کارگردان، استفانو سولیما که اخیراً اولین فیلم انگلیسی‌زبان خود با عنوان سیکاریو ۲: روز سرباز (قسمت دوم سیکاریو) را عرضه کرده، برای این کار انتخاب‌شده‌است. سیکاریو را شاید بتوان یک کار تمرینی خوب، قبل از تولید فیلم Call of Duty (ندای وظیفه) به‌شمار آورد. (منبع بایگانی‌شده  در ۲۸ سپتامبر ۲۰۱۸ توسط Wayback Machine)